# Istok (Kaliningrad)
Istok (russisch Исток, deutsch Neu Weynothen, 1938 bis 1945 Preußenhof, litauisch Vainotai) ist ein Ort in der russischen Oblast Kaliningrad. Er gehört zur kommunalen Selbstverwaltungseinheit Stadtkreis Slawsk im Rajon Slawsk.

## Geographische Lage
Istok liegt acht Kilometer nordöstlich der Kreisstadt Slawsk (Heinrichswalde) an einer Nebenstraße, die von Oktjabrskoje (Alt Weynothen, 1938 bis 1946 Weinoten) nach Leninskoje (Pokraken, 1938 bis 1946 Weidenau (Ostpr.)) führt. Die nächste Bahnstation ist Schtscheglowka ((Groß) Brittanien) an der Bahnstrecke Kaliningrad–Sowetsk (Königsberg–Tilsit).

## Geschichte
Das kleine vormals Neu Weynothen genannte Dorf bestand vor 1945 aus mehreren großen und kleinen Höfen. Im Jahre 1874 wurde es in den neu errichteten Amtsbezirk Pokraken (heute russisch: Leninskoje) eingegliedert, der – 1939 in „Amtsbezirk Weidenau (Ostpr.)“ umbenannt – zum Landkreis Tilsit, von 1922 bis 1945 zum Landkreis Tilsit-Ragnit im Regierungsbezirk Gumbinnen der preußischen Provinz Ostpreußen gehörte. Am 3. Juni 1938 wurde Neu Weynothen mit amtlicher Bestätigung vom 16. Juli 1938 in „Preußenhof“ umbenannt.
In Kriegsfolge kam der Ort 1945 mit dem nördlichen Ostpreußen zur Sowjetunion. Er erhielt 1947 die russische Bezeichnung „Istok“ und wurde gleichzeitig in den Dorfsowjet Rschewski selski Sowet im Rajon Slawsk eingegliedert. Später gelangte der Ort in den Timirjasewski selski Sowet. Von 2008 bis 2015 gehörte Istok zur Landgemeinde Timirjasewskoje selskoje posselenije und seither zum Stadtkreis Slawsk.

### Einwohnerentwicklung
| Jahr | Einwohner |
| ---- | --------- |
| 1910 | 102       |
| 1933 | 91        |
| 1939 | 91        |
| 2002 | 17        |
| 2010 | 17        |

## Kirche
Fast ausnahmslos war die Bevölkerung Neu Weynothens resp. Preußenhofs vor 1945 evangelischer Konfession. Der Ort gehörte zum Kirchspiel der Kirche Pokraken (1938 bis 1946: Weidenau, heute russisch: Leninskoje) im Kirchenkreis Tilsit-Ragnit innerhalb der Kirchenprovinz Ostpreußen der Kirche der Altpreußischen Union. Heute liegt Istok im Einzugsbereich der in den 1990er Jahren neu gebildeten evangelisch-lutherischen Kirchengemeinde in Slawsk (Heinrichswalde), die zugleich Pfarrgemeinde der gleichnamigen Kirchenregion in der Propstei Kaliningrad (Königsberg) der Evangelisch-lutherischen Kirche Europäisches Russland ist.